# Атланти (Харків)
«Атланти» — клуб з американського футболу з міста  Харків. Чемпіон України 1993 року. Багаторазовий призер чемпіонату України. Один з самих старіших клубів України.

## Історія
Історія команди «Харківські Атланти» — це історія виникнення американського футболу в Україні. Назву команди вболівальники американського футболу у бувшому Радянському Союзі почули тільки 26 вересня 1989 року, коли відбувся перший історичний між двома командами бувшого Радянського Союзу — «Московські Ведмеді», які мали досвід ігор із німецькими командами, та «Харківські Атланти», які тоді вперше одягнули захисну амуніцію, яку позичили в московської команди. Природно, що харків'яни зазнали нищівної поразки 26-0. Хоча «Атлантам» не вистачило техніки, вони продемонстрували бійцівських дух та волю до перемоги. З того часу почався відлік історії «Харківських Атлантів».

## Досягнення
- Чемпіонат України (Суперліга 11×11)
  -  Чемпіон (1): 1993
  -  Срібний призер (6): 1994, 1995, 1998, 1999, 2014, 2020
  -  Срібний призер (2): 2012, 2013